# 다시 쓰는 차트쇼 지금 1위는
《다시 쓰는 차트쇼 지금 1위는》은 MBC TV에서 방송된 텔레비전 프로그램이며 2019년 3월 22일부터 2019년 5월 24일까지 방영되었고 출연진 중의 한 명인 길용우가 2018년 11월 25일 시작되어 같은 시간(일요일 오후 9시 10분)에 편성된 OBS 《명불허전》MC를 맡아 겹치기 출연이 불가능해진 《내사랑 치유기》를 끝으로 MBC가 주말극을 폐지하자 이 자리에 들어갈 예정이었으나 이런저런 사정 때문에 불발됐고 한때 목요일 11시 편성설이 있었지만 공동 MC 이경규가 채널A 《도시어부》에 출연 중이었던 터라 좌절됐으며 이 프로그램은 첫 회부터 목요일 밤 11시에 편성되었으나 TV조선 《미스트롯》 《연애의 맛》 등에 밀려 2%대 시청률에 그치자 2019년 6월 20일부터 같은 요일 밤 9시 50분으로 이동하였다.

## 역사
- 2019년 2월 4일 ~ 2019년 2월 5일 : 파일럿 2부작 편성.
- 2019년 3월 22일 ~ 2019년 5월 24일 : 이 날짜부터 첫방송했고 매주 금요일 밤 8시 30분에 정규 편성되어 방영되었다.

## 방송 시간
| 방송 채널 | 방송 기간                         | 방송 시간                          | 방송 시간                          | 비고           |
| --------- | --------------------------------- | ---------------------------------- | ---------------------------------- | -------------- |
| MBC TV    | 2019년 2월 4일 ~ 2019년 2월 5일   | 매주 월요일, 화요일 밤 8:30 ~ 9:30 | 매주 월요일, 화요일 밤 8:30 ~ 9:30 | 파일럿 (2부작) |
| MBC TV    | 2019년 3월 22일 ~ 2019년 5월 24일 | 1부                                | 매주 금요일 밤 8:30 ~ 9:10         | 분리 편성      |
| MBC TV    | 2019년 3월 22일 ~ 2019년 5월 24일 | 2부                                | 매주 금요일 밤 9:10 ~ 9:50         | 분리 편성      |

## 현재 출연자
| 출연진                 | 방송 기간                         | 방송 회차 |
| ---------------------- | --------------------------------- | --------- |
| 이경규, 유세윤, 장도연 | 2019년 3월 22일 ~ 2019년 5월 24일 | 1 ~ 10회  |

## 시청률

### 2019년
| 회차       | 방송일   | AGB 시청률     |
| 회차       | 방송일   | 대한민국(전국) |
| ---------- | -------- | -------------- |
| 파일럿 1회 | 2월 4일  | 3.2%           |
| 파일럿 1회 | 2월 4일  | 5.2%           |
| 파일럿 2회 | 2월 5일  | 3.7%           |
| 파일럿 2회 | 2월 5일  | 6.1%           |
| 1회        | 3월 22일 | 2.0%           |
| 1회        | 3월 22일 | 2.7%           |
| 2회        | 3월 29일 | 1.4%           |
| 2회        | 3월 29일 | 2.0%           |
| 3회        | 4월 5일  | 1.5%           |
| 3회        | 4월 5일  | 2.6%           |
| 4회        | 4월 12일 | 1.4%           |
| 4회        | 4월 12일 | 2.4%           |
| 5회        | 4월 19일 | 1.9%           |
| 5회        | 4월 19일 | 2.7%           |
| 6회        | 4월 26일 | 1.9%           |
| 6회        | 4월 26일 | 2.9%           |
| 7회        | 5월 3일  | 2.2%           |
| 7회        | 5월 3일  | 2.5%           |
| 8회        | 5월 10일 | 2.0%           |
| 8회        | 5월 10일 | 2.2%           |
| 9회        | 5월 17일 | 1.5%           |
| 9회        | 5월 17일 | 2.1%           |
| 10회       | 5월 24일 | 2.0%           |
| 10회       | 5월 24일 | 2.6%           |